# Banditi (libro)
Banditi esce per la prima volta nel 1946 per l'edizioni A.N.P.I. di Alba; nel 1961 l'opera viene pubblicata da Einaudi, che la ristampa nel 1975 con una prefazione di Gian Luigi Beccaria, e poi nel 2002. Come dichiara l'autore stesso, in una breve nota, sin dalla prima uscita, il libro "è un documentario storico nel senso che personaggi, fatti, emozioni, sono effettivamente stati." (Einaudi, 2002, p.V). Infatti è uno nei primi memoriali italiani sulla guerra partigiana e si presenta in forma di diario, suddiviso in quattro sezioni: 1939-1942, 1943, 1944, 1945. La prima parte, brevissima, si apre con la nomina, nel settembre del 1939, a titolare della cattedra di filosofia e storia presso il liceo classico di Alba. Chiodi in quei giorni è ancora nelle sue montagne lombarde e osserva i suoi paesi rigurgitanti di alpini, spesso ubriachi, che vagano nel caos e sono del tutto disorganizzati. Giunto ad Alba fa subito amicizia col collega di Lettere, Leonardo Cocito, che l'a. ammira per la sua intelligenza, per l'energia e la bontà. Cocito, convinto comunista, sarà dei due il primo a formare una banda partigiana, ma nel 1944 verrà impiccato a Carignano dalle SS e dai repubblichini. A giugno del 1940 inizia la guerra e nel 1941 Chiodi viene richiamato, però a causa dell'artrite reumatoide che lo tormenterà tutta la vita avrà una licenza di un anno e riprenderà ad insegnare.
La seconda parte, 1943, si apre con la caduta di Mussolini e la gioia per la notizia. Il 9 settembre però Chiodi registra già la reazione immediata dei tedeschi che nel sonno sorprendono e disarmano due caserme di soldati italiani ad Acqui terme, dove l'a. si trovava in vacanza. I tedeschi entrano anche ad Alba dove l'atmosfera è di terrore: le SS si accaniscono sui soldati italiani che sono rientrati in caserma senza resistere, seguendo l'ordine del colonnello, benché Cocito li avesse spronati a fuggire sulle colline. Solo l'intervento della sig.ra Rizzolo e di Giovanni Ferrero placa le SS e permette di vettovagliare i 3000 uomini in caserma (Einaudi 2002).
La terza parte, 1944, è la più lunga ed anche la più complessa. Chiodi entra nella Resistenza. Si susseguono scene cruente, come quella in cui l’a. racconta dei quattro giovani massacrati da una ventina di repubblichini presso il Mussotto, frazione di Alba. Più spazio hanno le descrizioni dei giovanissimi capi partigiani, come Lulù, il leggendario partigiano italo-francese non ancora ventenne, che da solo uccide a Barolo una decina di fascisti; come Marco che è a capo della formazione di Montaldo; come lo stesso Cocito, verso il quale tutti i partigiani, sia garibaldini sia autonomi, nutrono ammirazione sconfinata. Tra i partigiani vi sono anche diversi allievi del liceo di Alba (tra questi ci fu anche Fenoglio, che però nel libro non figura).
Il 18 agosto, insieme ad altri compagni fra cui Cocito, Chiodi viene fermato da un gruppo di SS italiane, che arrestano tutti e li portano prima a Bra e poi alle Nuove di Torino, dove vengono trattenuti in cellette fetide e buie. Da Torino vengono trasferiti in un campo di concentramento in una Bolzano, completamente “tedeschizzata” (Ib. p.67). La vita nel campo si svolge in modo analogo a quanto descritto da Levi in Se questo è un uomo: assegnazione di un numero (Chiodi è il n.3648), taglio completo dei capelli, lavoro durissimo, fame e freddo. Colpisce il commento dell’a. sugli altoatesini: “La popolazione è la vera carceriera. Tutti sono armati e pronti a ricondurre i fuggiaschi in mano alle SS” (Ib.p.69). Dopo l’8 settembre i tedeschi uccidono moltissimi italiani del campo, ma Chiodi si salva e viene trasferito in Austria, ad Innsbruck. Qui viene aiutato dal Lagerfuhrer, un uomo buono e generoso originario di Merano, che non solo gestisce il campo in modo più umano, ma che, vedendo le precarie condizioni di salute di Chiodi, lo indirizzerà alla delegazione italiana del lavoro, dove, grazie ad un’impiegata e ad un medico compiacenti, riuscirà ad ottenere i documenti per tornare in Italia. Dopo giorni di viaggio su treni stipati di profughi Chiodi riesce finalmente a tornare in Piemonte e a riabbracciare la moglie. Apprende però che Cocito, Marco e molti altri suoi amici sono stati uccisi.
La IV parte, 1945, si apre con la decisione, presa il 2 gennaio, di lasciare la casa, andare in collina a San Grato, col nome di battaglia di Valerio al comando di una formazione partigiana (p.107). A marzo aumentano gli scontri che vedono vittoriosi i partigiani. Il 31 marzo l’a. issa la bandiera Brigata d’assalto Garibaldi “G. Nannetti” battaglione “Leonardo Cocito” ed è pronto con i suoi uomini a raggiungere Torino. Il 25 aprile giunge la notizia che Milano è insorta, il fronte crolla, tedeschi e fascisti sono alla fine. Chiodi riceve dal Comando militare piemontese l’ordine di puntare su Torino e così, da Superga, scende verso la città. Per alcuni giorni i combattimenti per le strade del capoluogo sono continui; la tensione è altissima: i cecchini sparano continue raffiche, i tedeschi sembrano voler piombare sulla città, ma infine desistono. Il 5 maggio Chiodi si reca a Carignano: infatti il libro si conclude col promemoria, steso dal medico della cittadina piemontese, dal parroco e dal Commissario prefettizio, dei fatti avvenuti il 7 settembre 1944 in cui vennero condannati a morte Cocito, Cossu, De Zardo, Portigliatti, Mancuso, Bruco, Porello e Lamberti, tutti partigiani morti con grande dignità.